# Ceuthophilus crassifemoris
Ceuthophilus crassifemoris är en insektsart som beskrevs av Theodore Huntington Hubbell 1929. Ceuthophilus crassifemoris ingår i släktet Ceuthophilus och familjen grottvårtbitare. Inga underarter finns listade i Catalogue of Life.